# Stubendorffia curvinervia
Stubendorffia curvinervia är en korsblommig växtart som beskrevs av Viktor Petrovitj Botjantsev och Aleksei Ivanovich Vvedensky. Stubendorffia curvinervia ingår i släktet Stubendorffia och familjen korsblommiga växter. Inga underarter finns listade i Catalogue of Life.